# Eisenbahnunfall von Ballymacarrett
Der Eisenbahnunfall von Ballymacarrett war der Auffahrunfall eines Zuges auf einen stehenden Personenzug vor dem Bahnhof Ballymacarrett, in einem Vorort von Belfast, Nordirland, am 10. Januar 1945. 22 Menschen starben.

## Ausgangslage
Die Sicht war an diesem Morgen wegen Nebels und Dunkelheit sehr schlecht. Die technischen Anlagen der Belfast and County Down Railway (BCDR) waren nicht auf dem modernsten Stand. Beide Züge waren im morgendlichen Berufsverkehr auf der Bahnstrecke Belfast–Bangor unterwegs. Sie waren deshalb stark besetzt. Bei der BCDR bestand die im Eisenbahnbetrieb sehr ungewöhnliche Stop and Proceed-Regel, dass ein „Halt“ zeigendes Signal nach zwei Minuten des Wartens überfahren und der dahinter liegende Streckenabschnitt vorsichtig befahren werden durfte.
Der vordere Zug, ein Wagenzug, gezogen von einer Dampflokomotive, führte 13 dreiachsige ältere Personenwagen, die noch Holzaufbauten hatten, und war von Bangor nach Belfast unterwegs. Dessen letzter Wagen hatte eine rote Leuchte als Zugschlusssignal. Der Zug bot 724 Sitzplätze, von denen etwa 600 belegt waren.
Diesem folgte im Außenbereich von Belfast ein Wendezug von Holywood nach Belfast. Er bestand aus einem ehemaligen Dieseltriebwagen in Stahlbauweise, der zu einem Steuerwagen umgebaut worden war. Diesem folgten zwei dreiachsige Wagen. Geschoben wurde die Einheit von einer Tenderlokomotive, die dabei rückwärts fuhr. Der Zug bot 186 Sitzplätze, war aber erheblich überbelegt, so dass eine Reihe Reisender standen. Die Steuerung zwischen führendem Steuerwagen und Lokomotive war mechanisch und reagierte bei weitem nicht so präzise, wie bei einer Bedienung auf der Lokomotive selbst.

## Unfallhergang
Nachdem der zweite Zug planmäßig an der Bahnstation Sydenham gehalten hatte und der Fahrgastwechsel erfolgt war, zeigte das dortige Blocksignal „Halt“, da der nachfolgende Streckenabschnitt noch durch den ersten Zug besetzt war. Der Triebfahrzeugführer machte nun von der Stop and Proceed-Regel Gebrauch und fuhr in den belegten Abschnitt hinein bis zur Station Victoria Park. Bei der Weiterfahrt befanden sich mehrere Reisende im Führerstand, was möglicherweise auch dadurch verursacht war, dass eine Tür des Fahrzeugs für den Fahrgastwechsel nur durch den Führerstand erreichbar war.
Als der vordere Zug die Station Ballymacarrett erreichte, zeigte das am Ende des Bahnsteigs stehende Outer Home Signal der damaligen Ballymacarrett Junction auf Halt – wie sich später herausstellte, war es in dieser Position eingefroren und konnte nicht mehr bewegt werden. Das zugehörige Vorsignal am Ende der Station Victoria Park zeigte deshalb „Halt erwarten“. Der Lokomotivführer des zweiten Zuges interpretierte das so, dass zwar das nächste Hauptsignal „Halt“ zeige, er aber mit der zulässigen, verminderten Geschwindigkeit darauf zufahren könne. Dass da noch ein Zug davor stehen könne, damit rechnete er nicht mehr. Wegen der schlechten Sichtverhältnisse nahm er das Zugschlusssignal des ersten Zuges erst wahr, als er sich bis auf 10 Meter genähert hatte. Er leitete noch die Bremsung ein, kollidierte aber gegen 7:50 mit dem Ende des vorderen Zuges.
Der stählerne Steuerwagen zertrümmerte die Holzaufbauten des letzten Wagens des vorderen Zuges und bohrte sich noch drei Meter in den vorletzten Wagen hinein. In diesen beiden Wagen gab es die meisten Opfer.

## Folgen
22 Menschen starben, 27 wurden darüber hinaus verletzt. Die meisten Opfer kamen aus Bangor.
Es kam zu zwei Untersuchungen des Unfalls:
- Eine strafrechtliche Untersuchung fand gegen den Lokomotivführer des zweiten Zuges statt. Er wurde im April 1945 wegen Totschlag angeklagt, aber freigesprochen, da das Gericht die Ursache dafür, dass Menschen ums Leben gekommen waren, in erster Linie in der Stop and Proceed-Regel und dem veralteten Fahrzeugmaterial sah. Sachverständige hatten ausgesagt, dass diese Stop and Proceed-Regel völlig einmalig war und das Bremssystem des Fahrzeugs nicht sehr effizient gewesen sei.
- Die Eisenbahnbehörde (Her Majesty's Railway Inspectorate for Northern Ireland) ermittelte ebenfalls die Unfallursachen. Daraus entstand der Untersuchungsbericht von R. Dundas Duncan. Auch diese Untersuchung stellte bauartbedingte technische Mängel am Fahrzeug fest.[1]

Darüber hinaus kam es zu mindestens 18 zivilrechtlichen Klagen gegen die Eisenbahngesellschaft, die insgesamt 75.000 Pfund Sterling an Entschädigungen zahlen musste. Der Unfall verschärfte die wirtschaftlich prekäre Lage der BCDR. Sie wurde drei Jahre später verstaatlicht.
In Folge des Unfalls wurde die Stop and Proceed-Regel aufgehoben, der Betrieb von Wendezügen aufgegeben, und alle Signale mit Telefonen ausgestattet, damit im Falle von Störungen der Triebfahrzeugführer Anweisungen vom Fahrdienstleiter entgegennehmen konnte.